# 제임스 티소
제임스 티소(James Tissot), 본명 자크조제프 티소(Jacques-Joseph Tissot, 1836년 10월 15일 ~ 1902년 8월 8일)는 프랑스의 화가이자 판화가이다. 티소는 빅토리아 시대 상류층의 화가로 찬사를 받으며 영국에서 활동하기도 했다.
파리 국립고등미술학교에서 공부를 마치고, 티소는 프랑스 제2제국 말 사교계의 여성들을 주로 그린 화가가 되기 전인 1859년 살롱에서 꽤 전통주의 작풍의 작품을 출품했다. 1870년 보불전쟁과 파리 코뮌 이후, 티소는 1871년 런던에 자리를 잡고, 그곳에서 <Vanity Fair>의 풍자화가이자 여성의 우아함을 묘사하는 화가로서 눈부신 성공을 거둔다. 1882년 동거녀 케이틀린 뉴턴이 사망하자, 티소는 파리에 돌아와 여러 사회 계층 여성들과 그 주변 환경을 묘사한 초상화를 성공적으로 출품했다. 1888년부터 티소는 종교적 계시를 경험하게 되고 죽을 때까지 성서에서 주제를 따온 작품들에 전념하며, 팔레스타인과 예루살렘에 방문하며 얻은 견문으로 자신의 예술 세계를 넓혀갔다. 이 기독교 관련 작품들은 프랑스어와 영어로 널리 출간되며 그를 유명하게 만들었다.

## 생애

### 초창기
제임스 티소의 집안은 프랑슈콩테(스위스 국경과 가까운 메슈와 트레비예 마을)에 뿌리를 두고 있었으나, 그의 아버지는 모직물 상인으로 돈을 벌고자 낭트에서 자리를 잡았다. 티소의 아버지는 고향 두(Doubs) 주의 루 강가에 있는 옛 시토 수도원 자리에 있는 뷔이용 성을 사서 리모델링 할 수 있을 만큼의 돈을 모았다.
여성용 모자와 모직물 상인의 아들로 태어난 자크조제프 티소는 1836년 10월 15일에 태어났다. 아버지의 직업에서부터 티소는 후에 항구의 풍경(선장과 동료, 1873년 - 선장의 딸, 1873년, 사우샘프턴시(市) 아트 갤러리 소장. - 선상의 무도회, 1874년경, 런던 테이트 갤러리 - H.M.S. '캘커타'(포츠머스)의 갤러리, 1877년경, 런던 테이트 갤러리 등)을 그리는 것을 좋아한 것에서 볼 수 있듯 자신이 좋아하는 주제가 될 옷감과 유행 의상에 대한 취미를 얻었다. 독실한 기독교도였던 티소의 가족은 그를 오귀스트 드 빌리에 드 릴아담(1856)을 급우로 만나게 될 반 예수회 중학교에 보냈고, 예술가라는 직업을 마지못해 허락한다.

## 갤러리

〈숨바꼭질〉, 1877
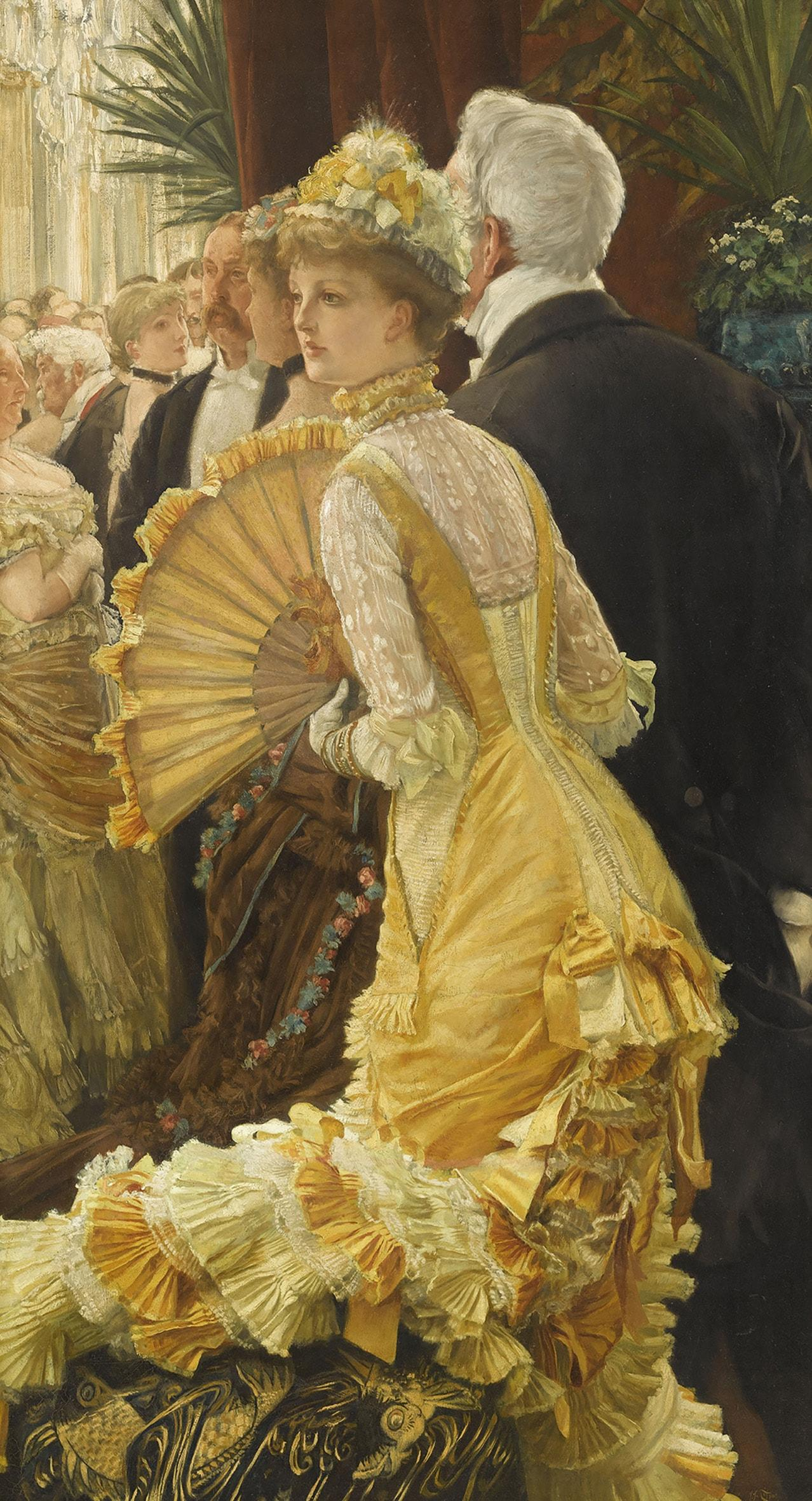
〈무도회〉, 1878
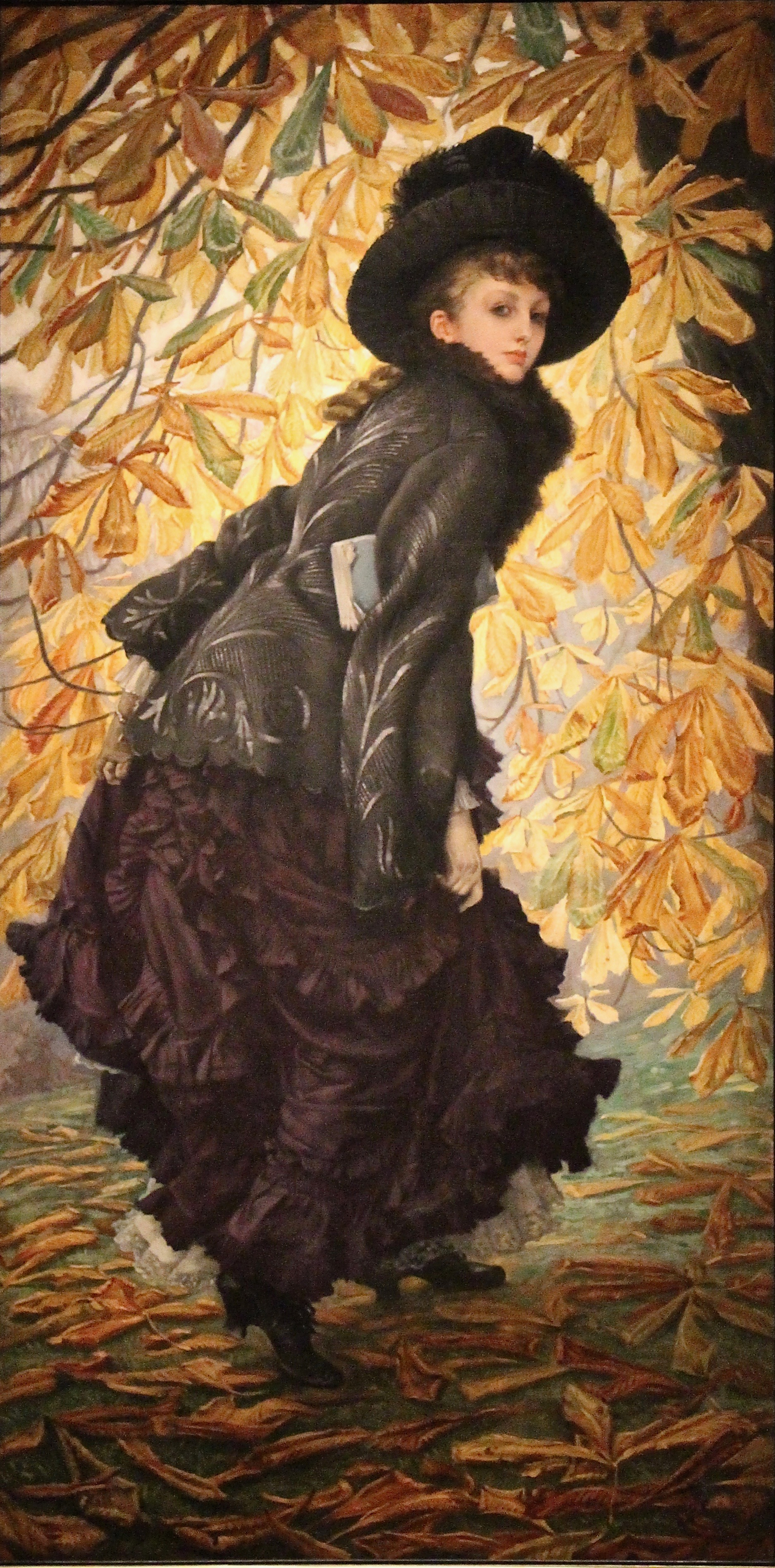
〈10월〉, 1877
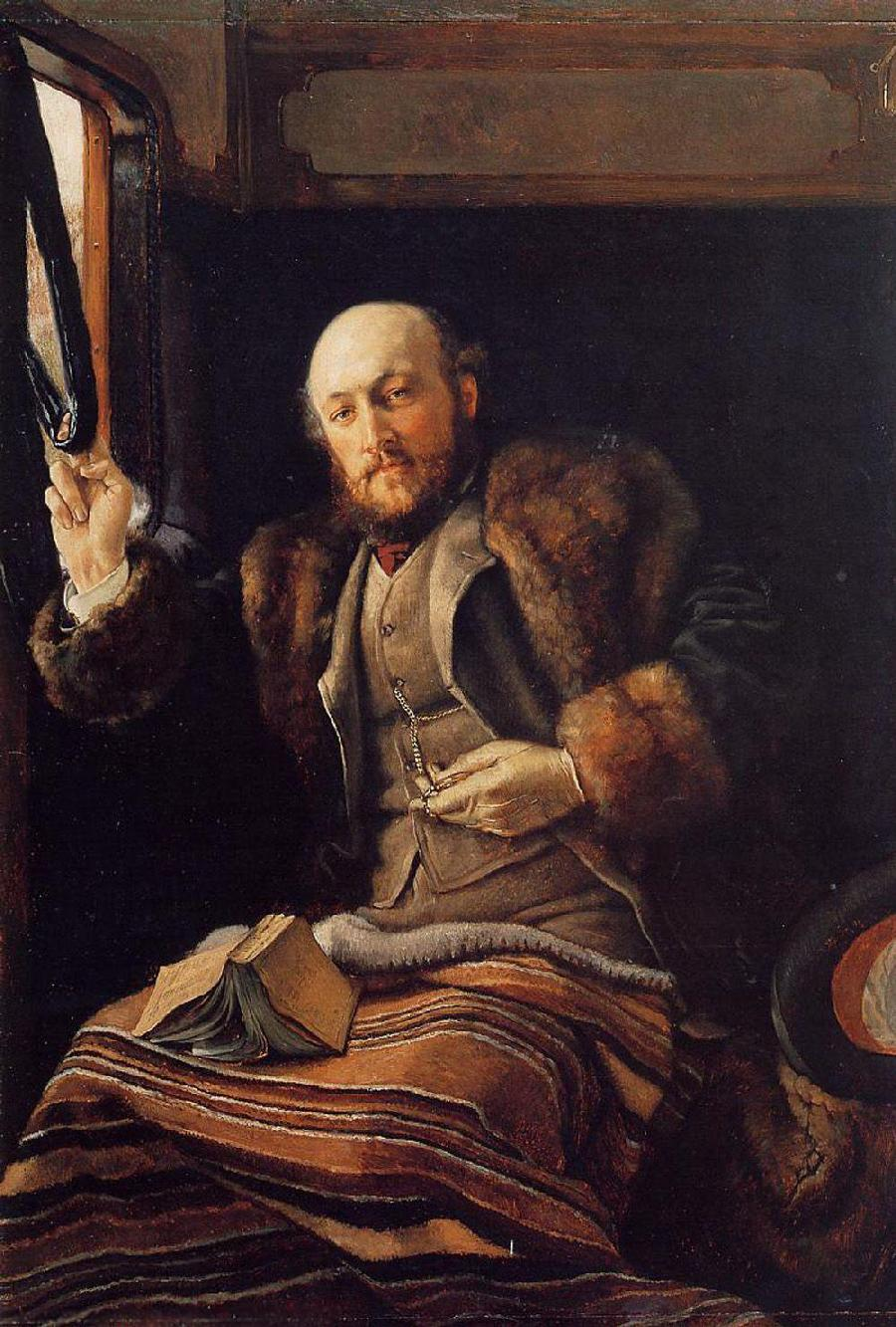
Gentleman in a Railway Carriage, 1872
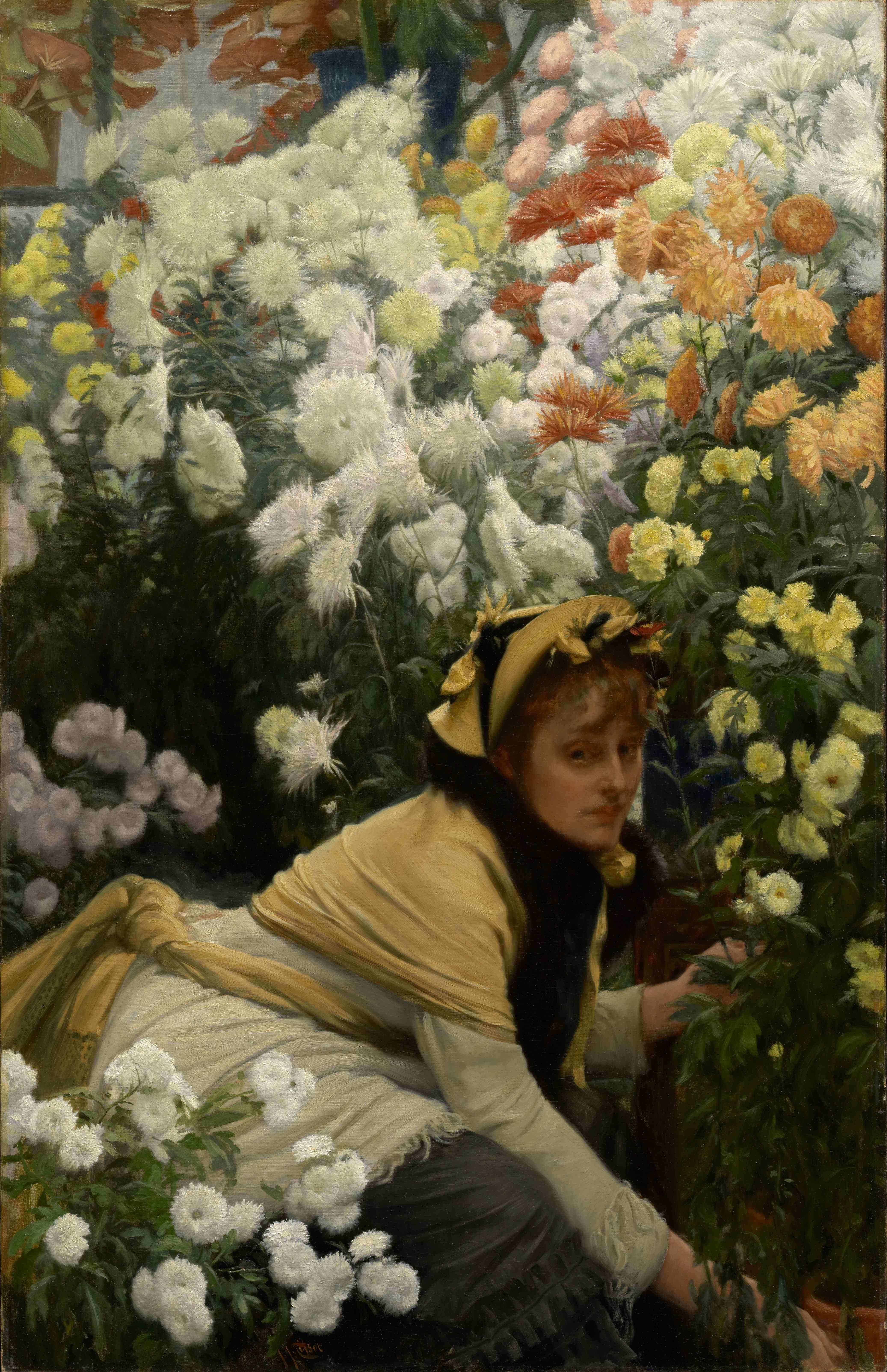
〈국화〉, 1875
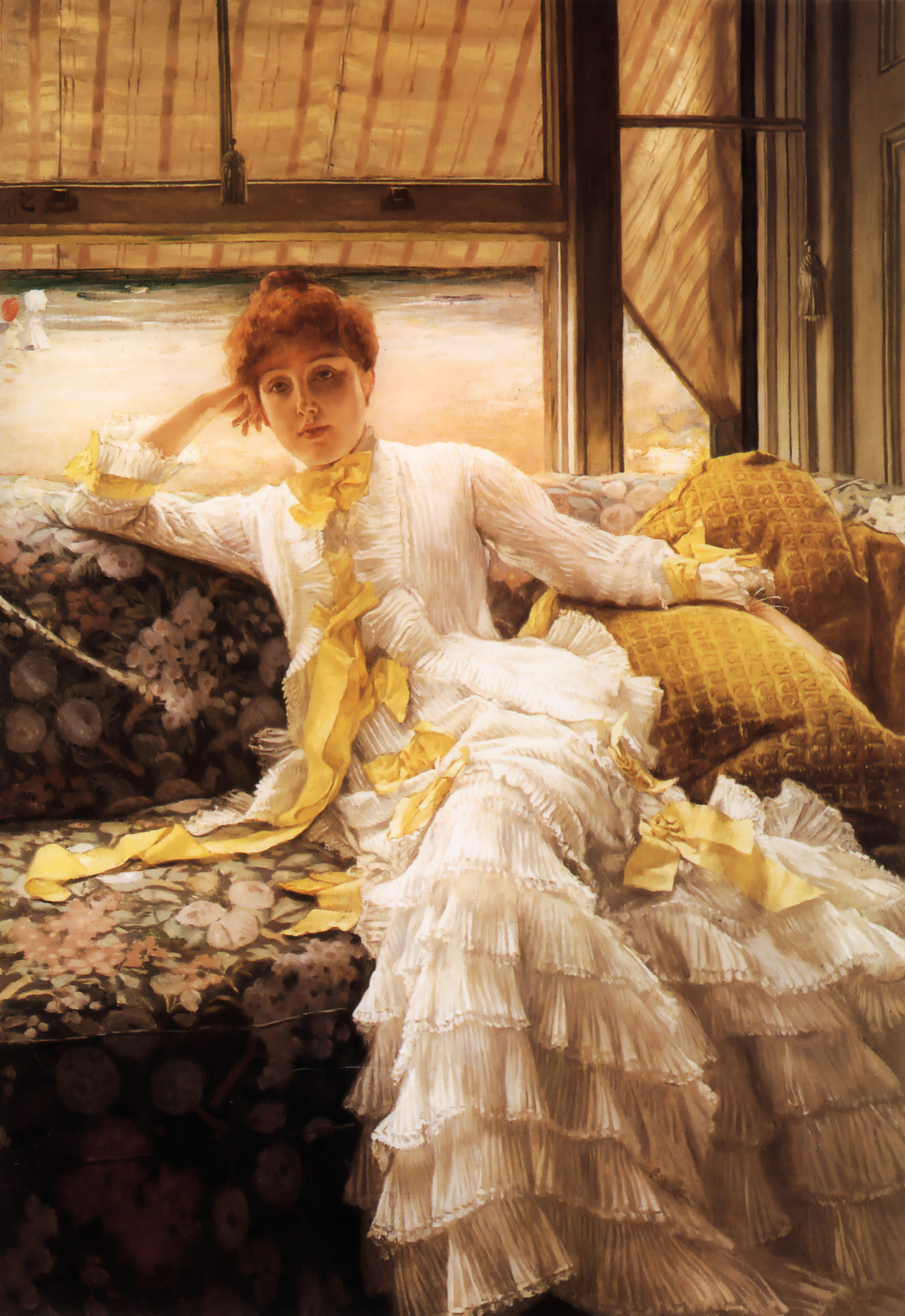
〈해변〉, 1878
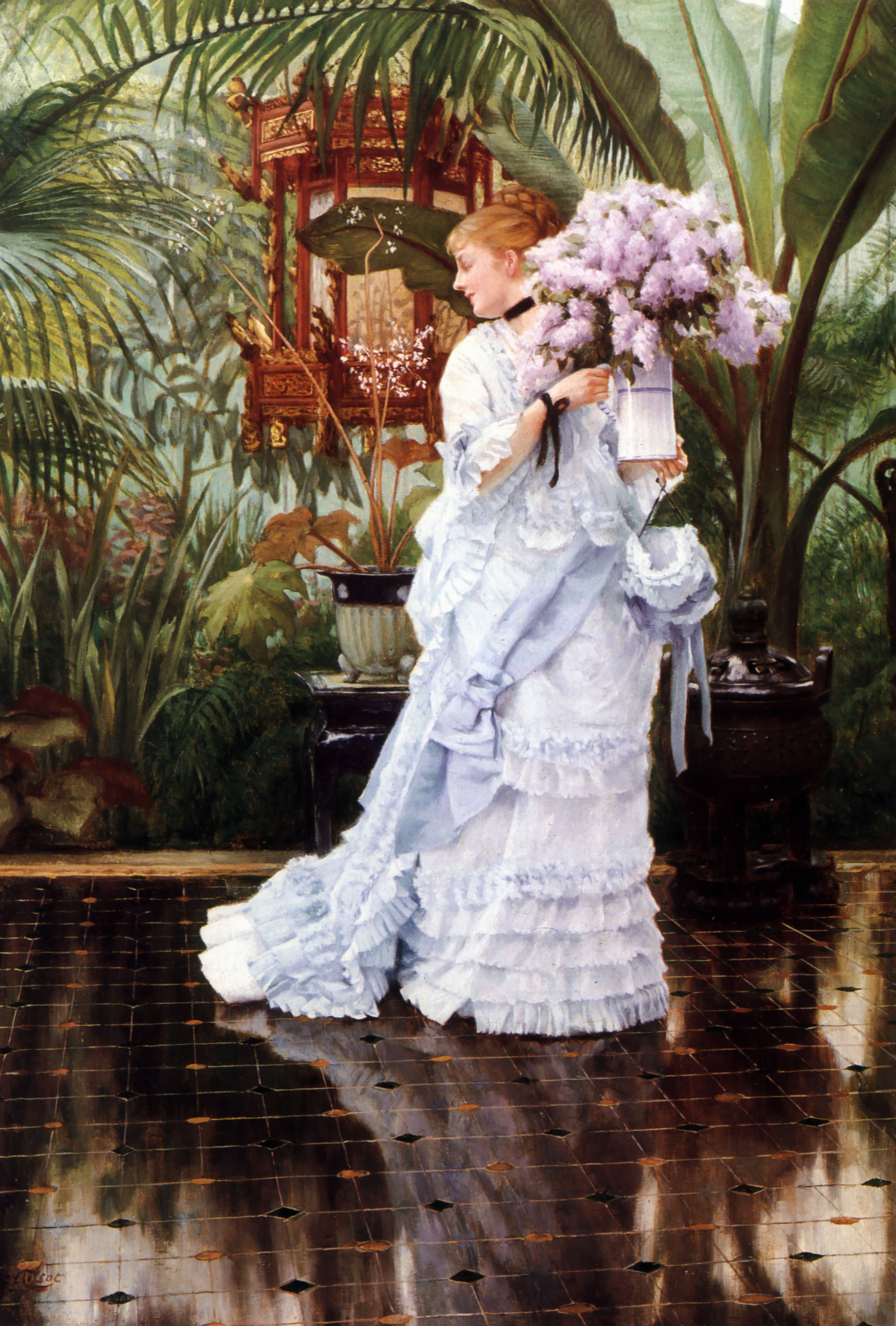
Lilacs, 1875
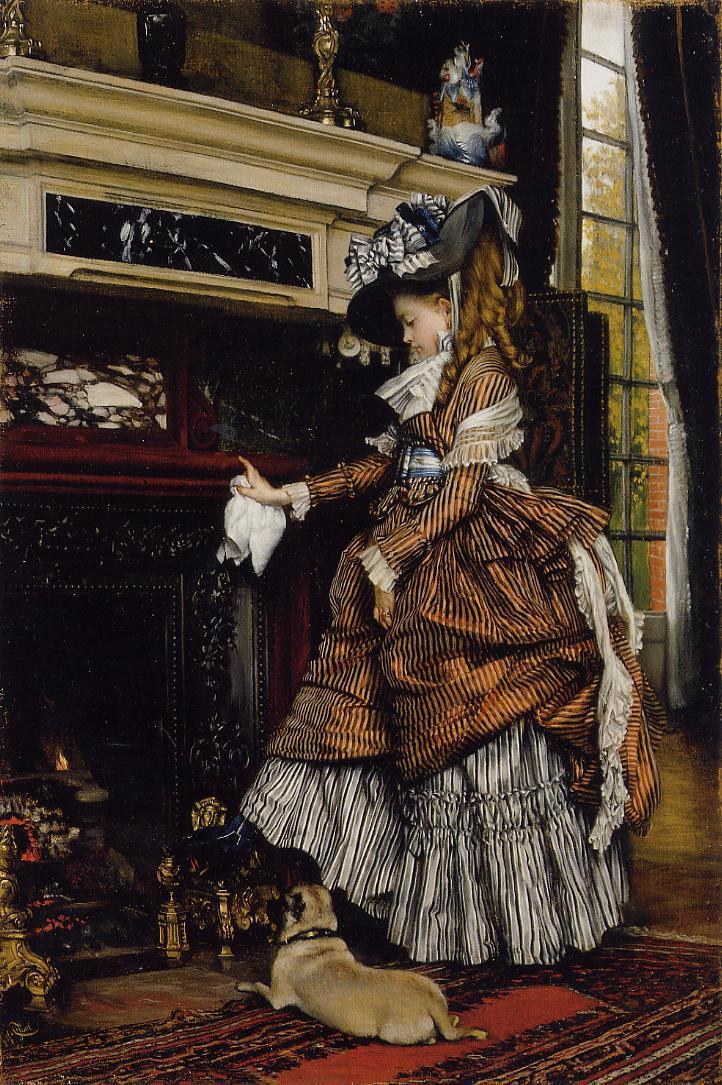
〈벽난로〉, 1869
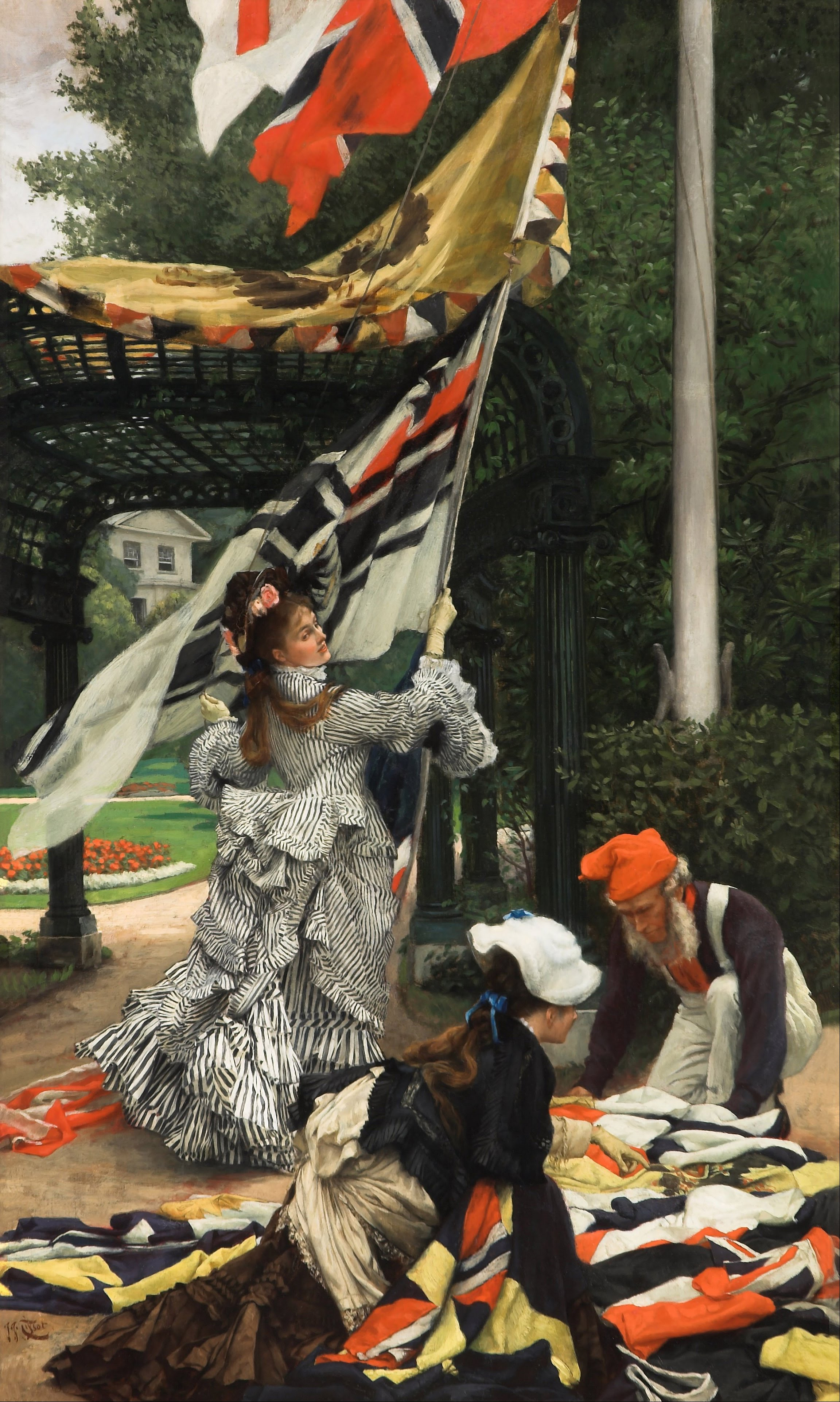
Still on Top, 1873년경

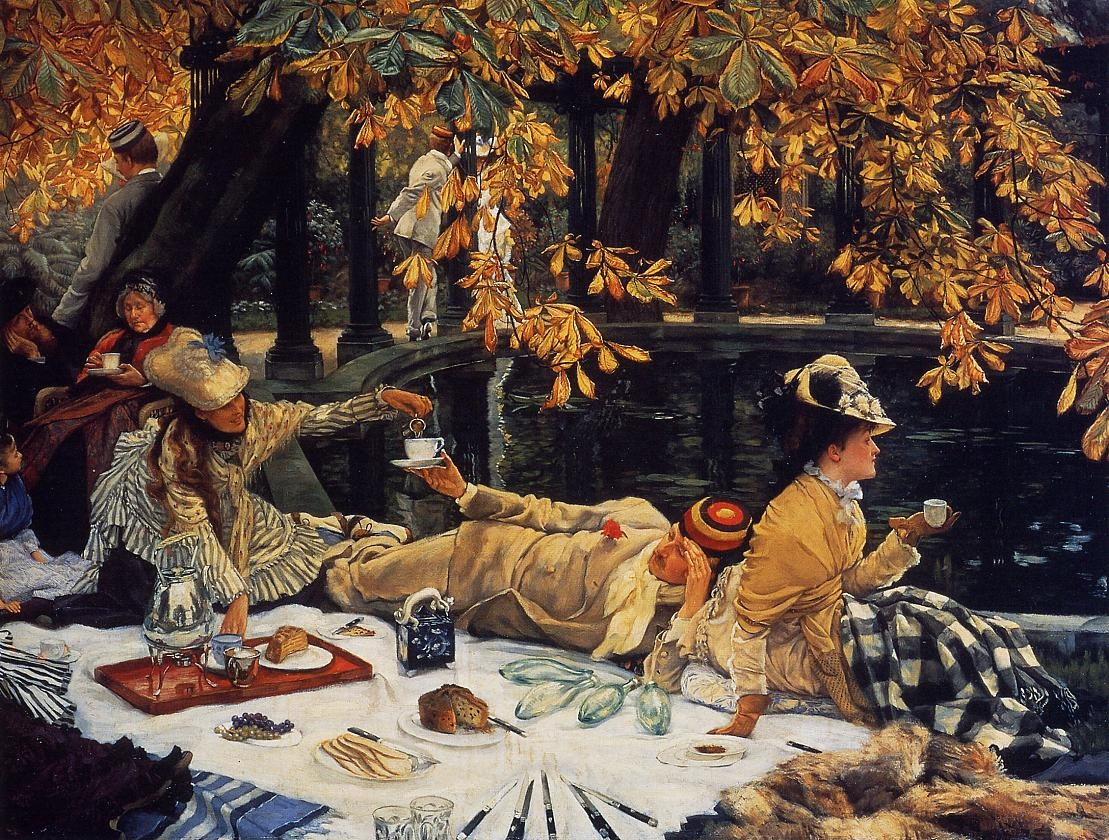
Holyday, 1876
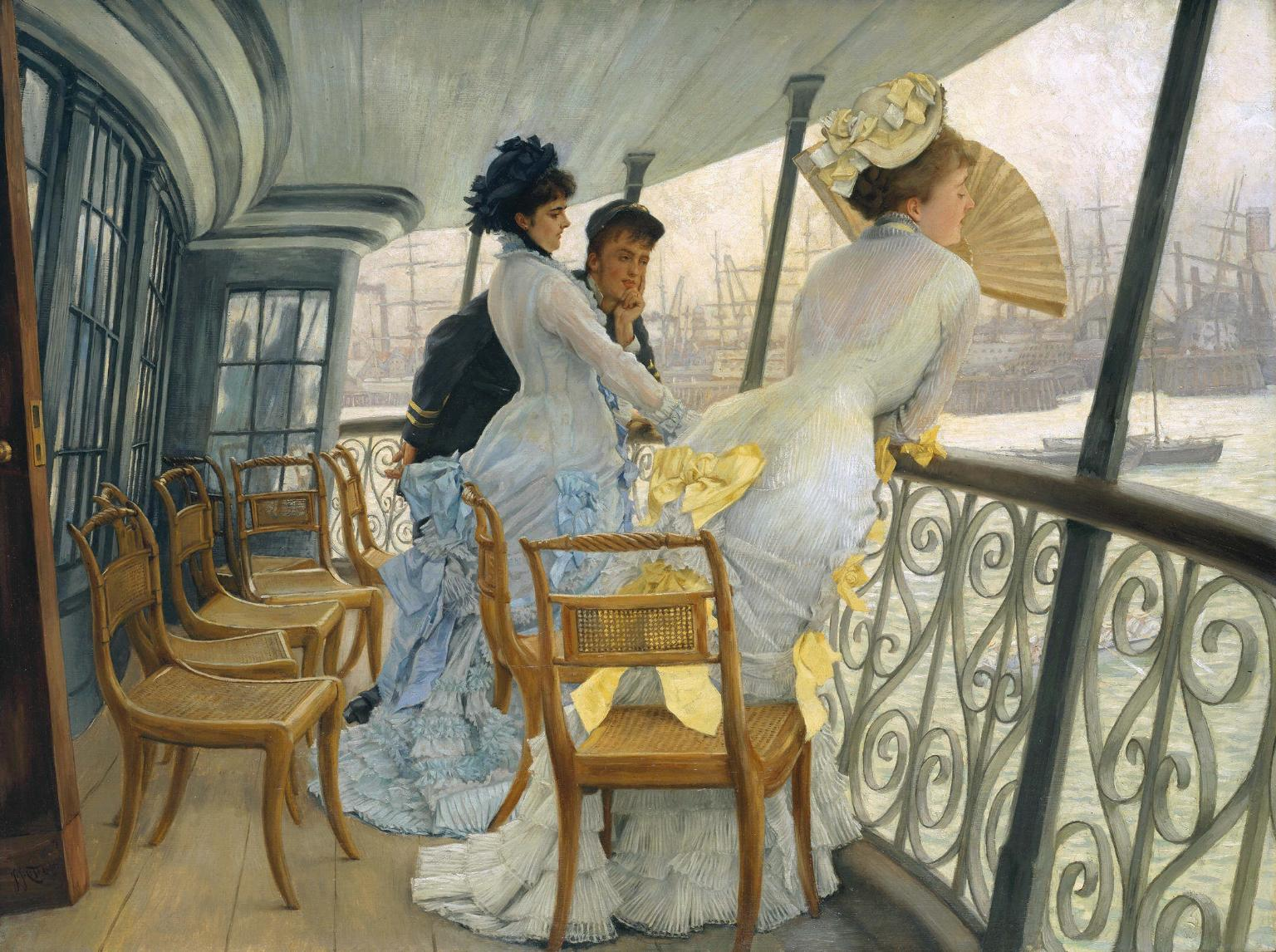
The Gallery of H.M.S. 'Calcutta' (Portsmouth), 1877
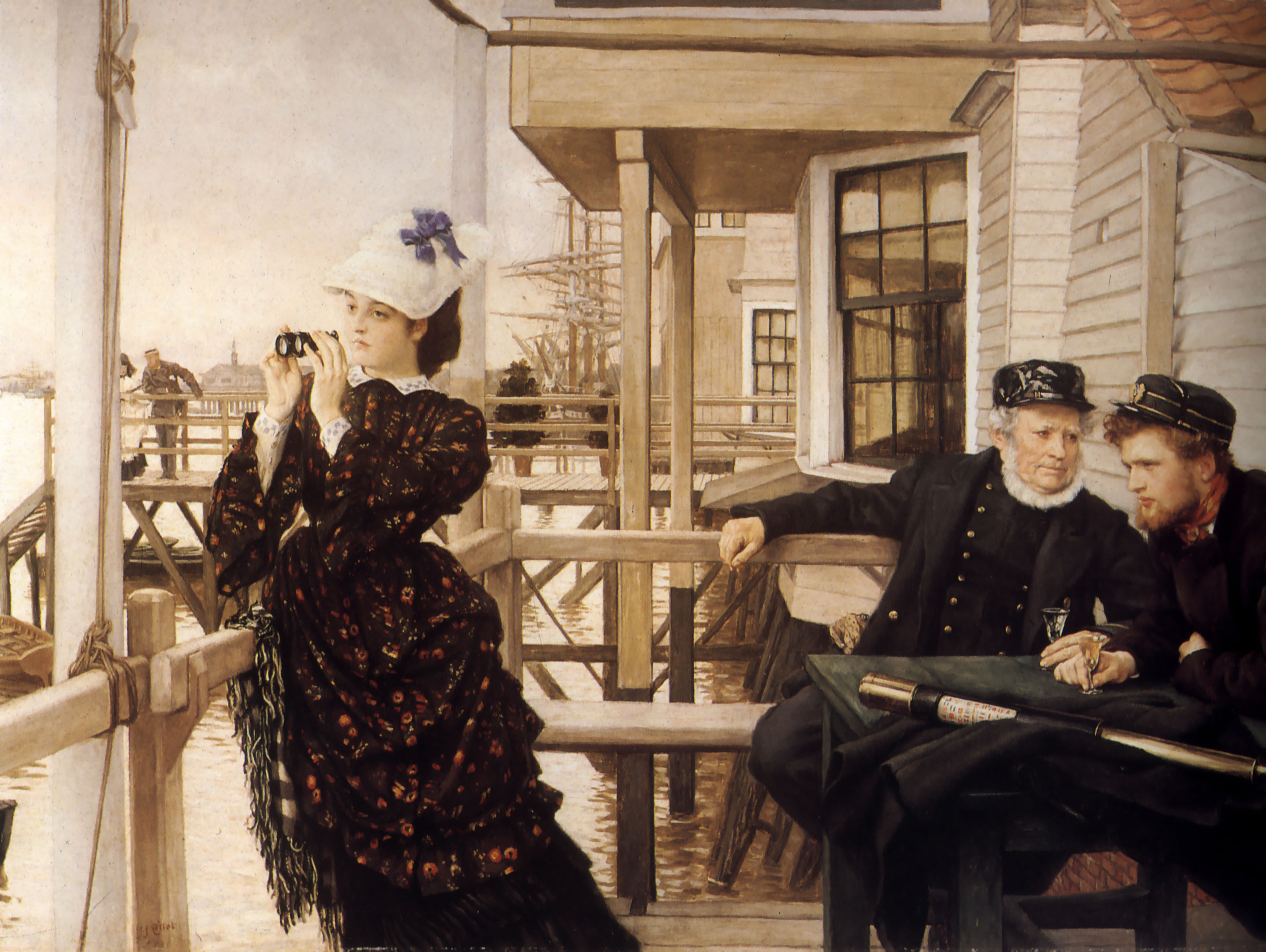
The Captain's Daughter, 1873
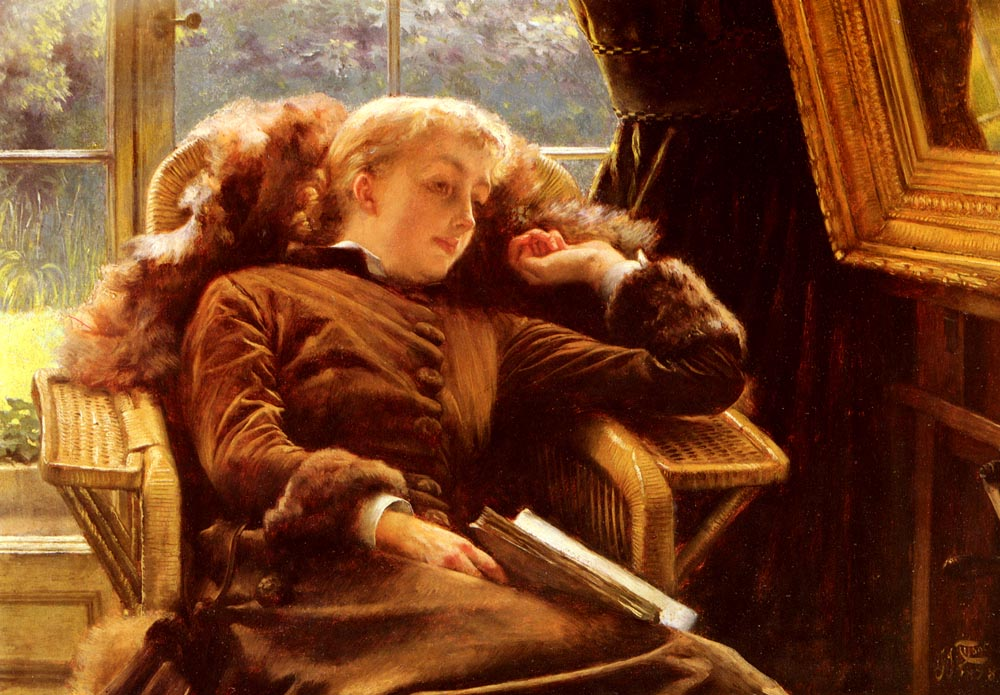
Kathleen Newton In An Armchair, 1878
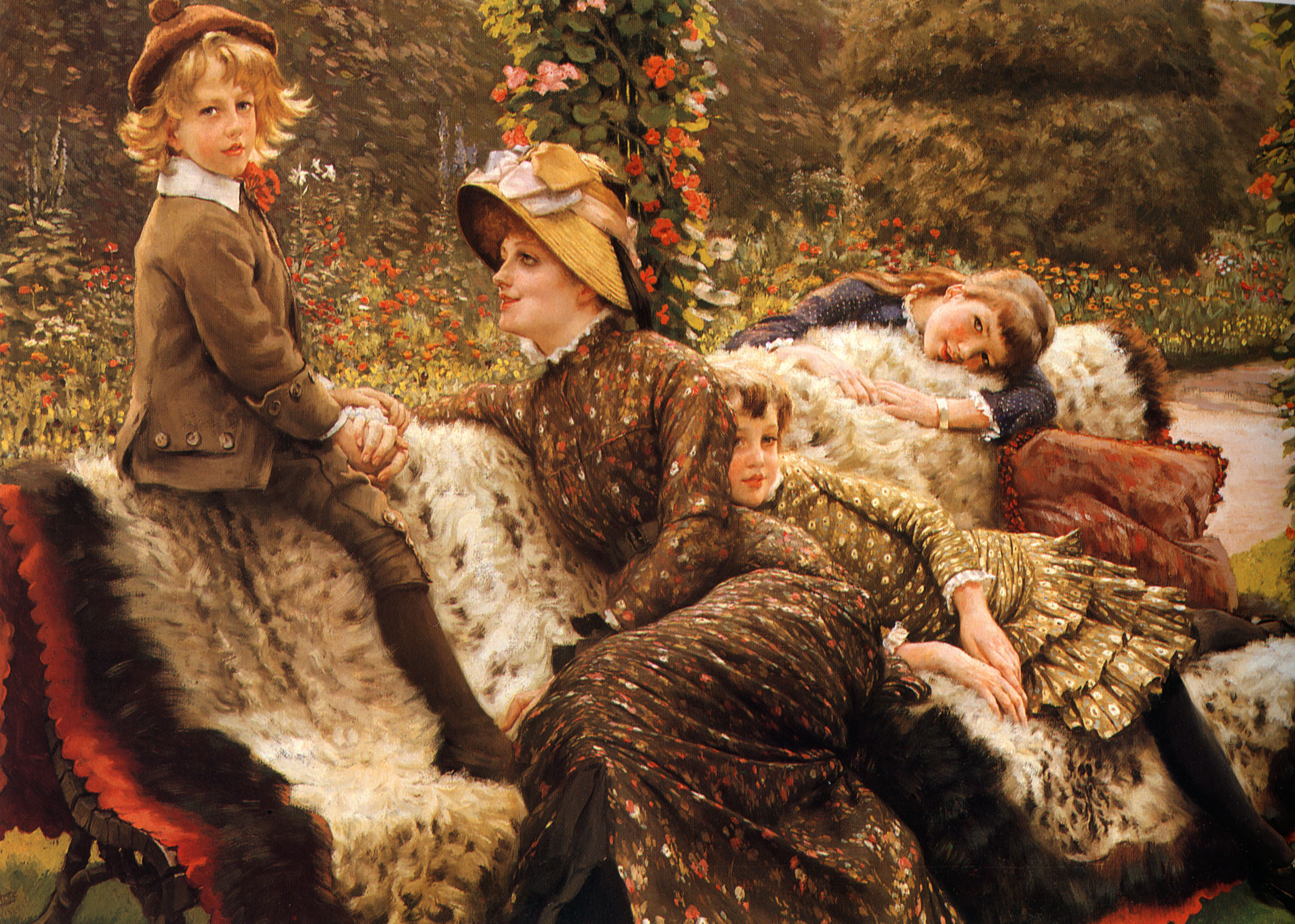
The Garden Bench, 1882
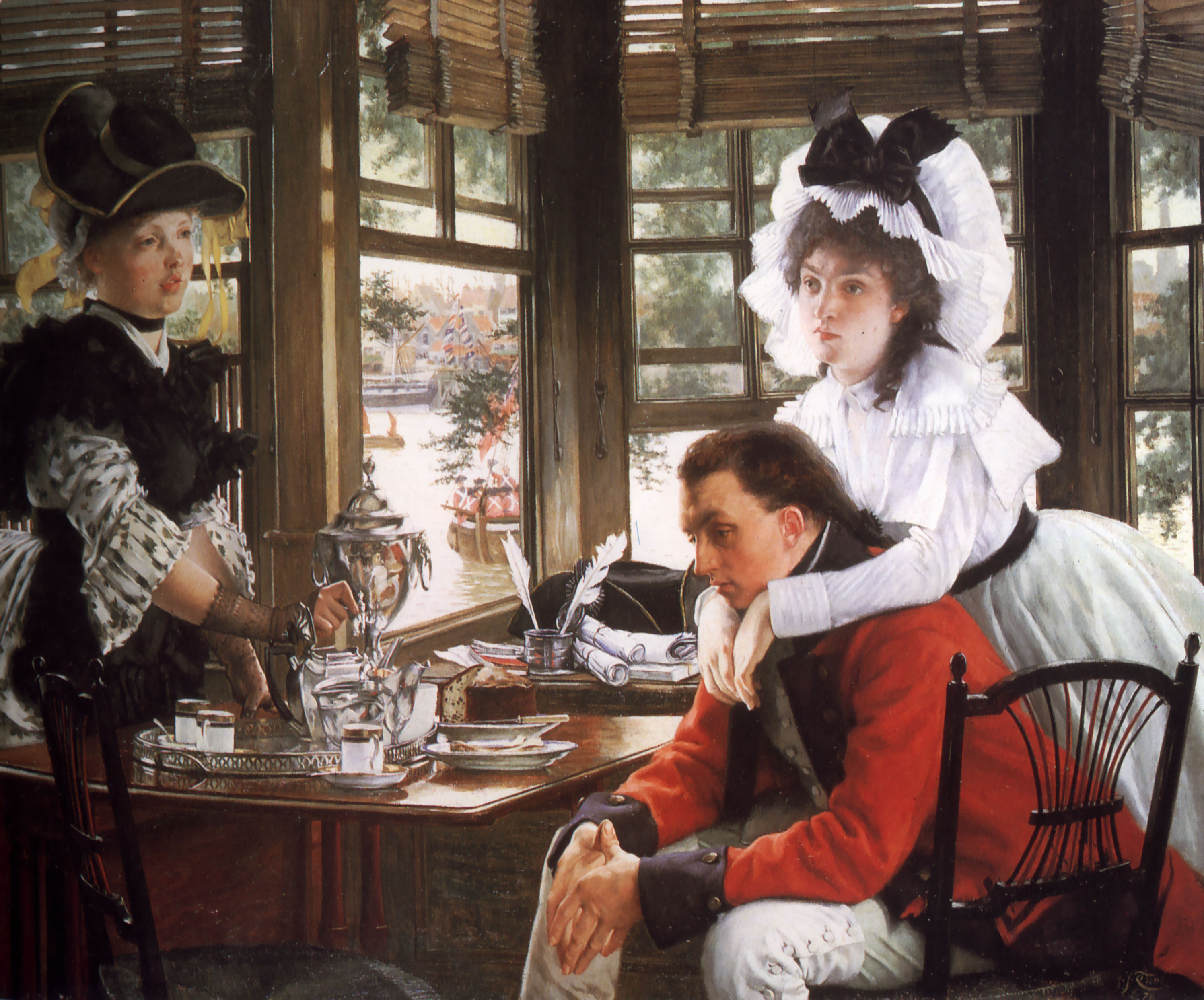
〈나쁜 소식〉, 1872
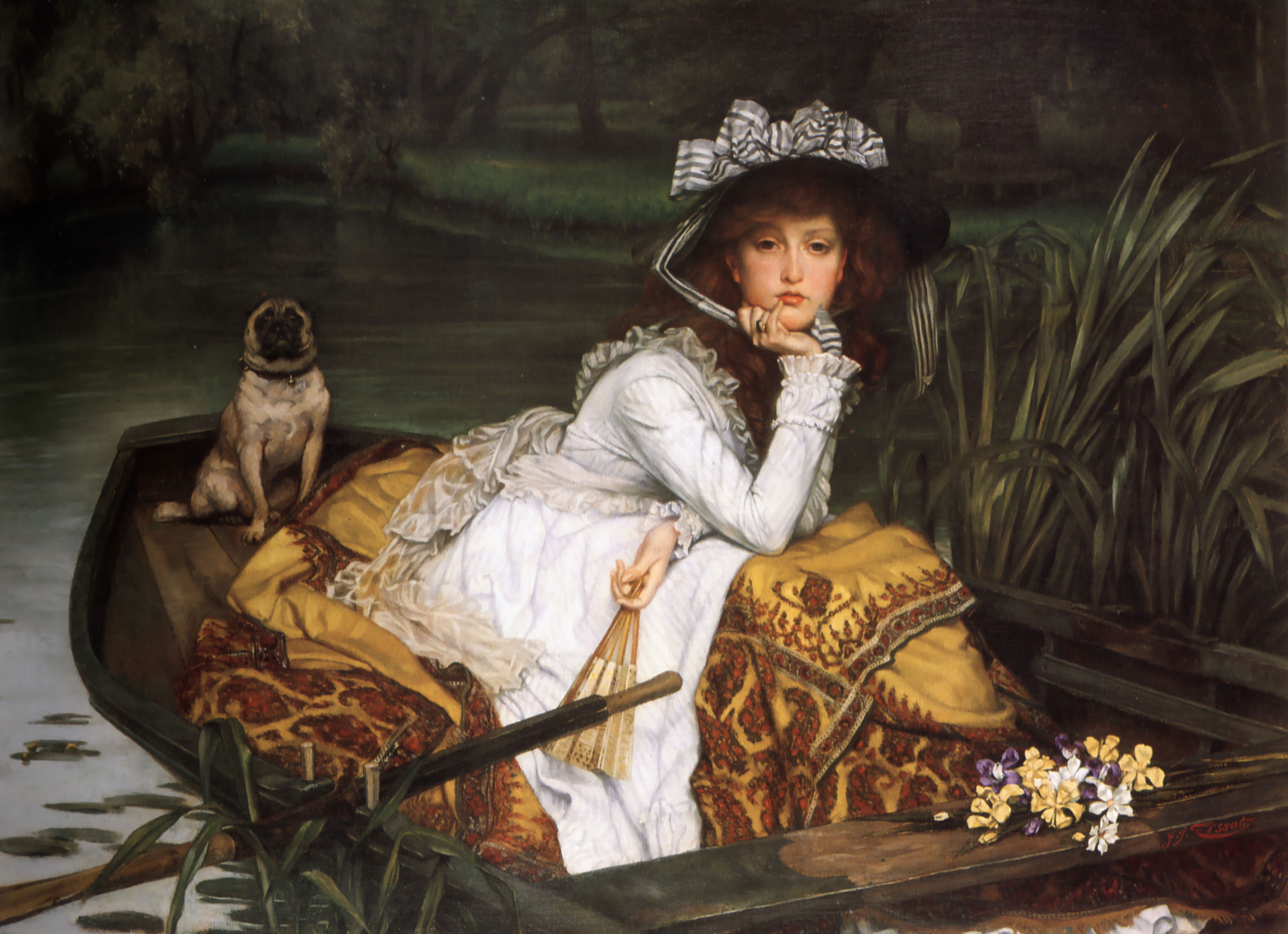
Young Lady in a Boat, 1870
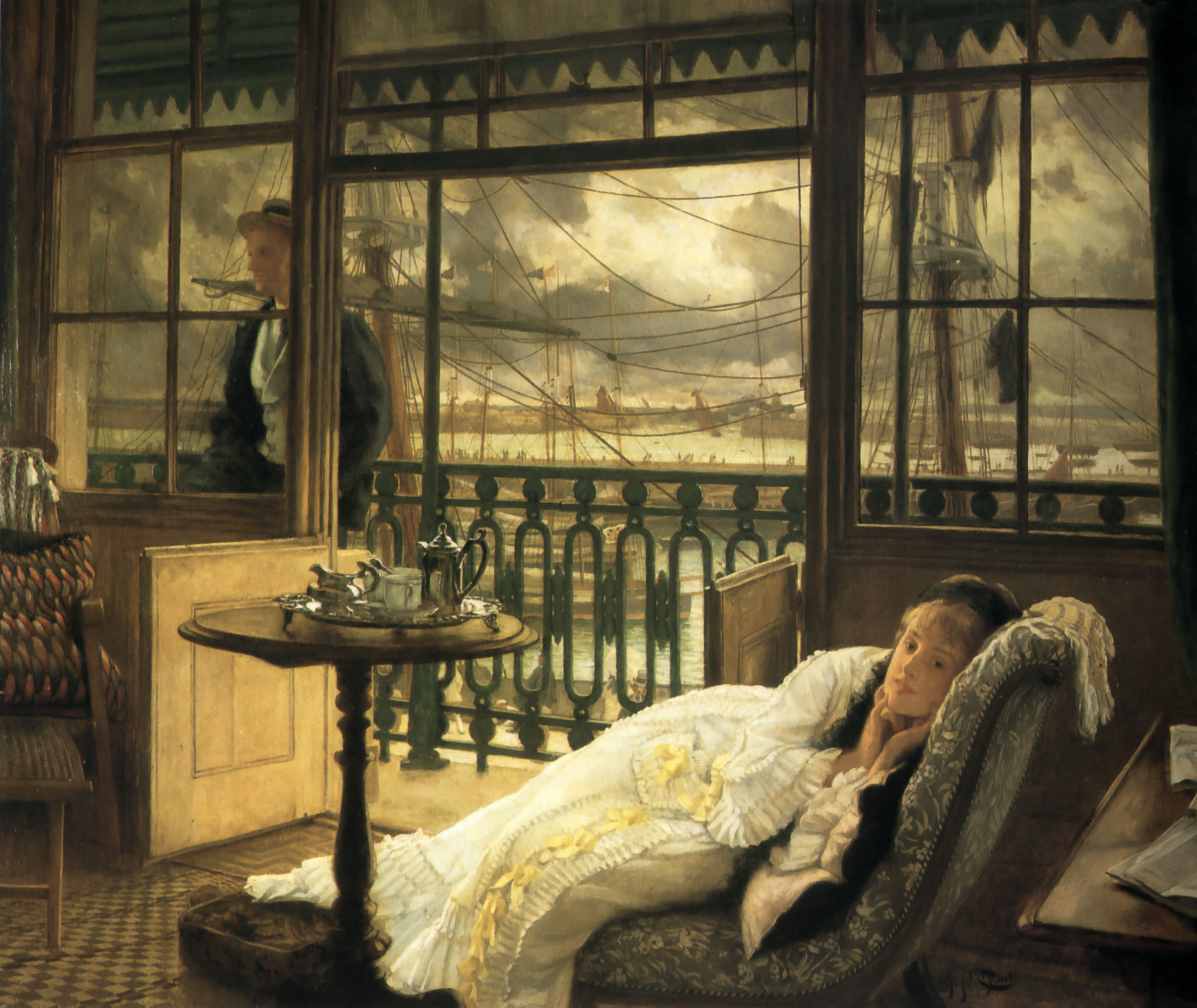
A Passing Storm, 1876
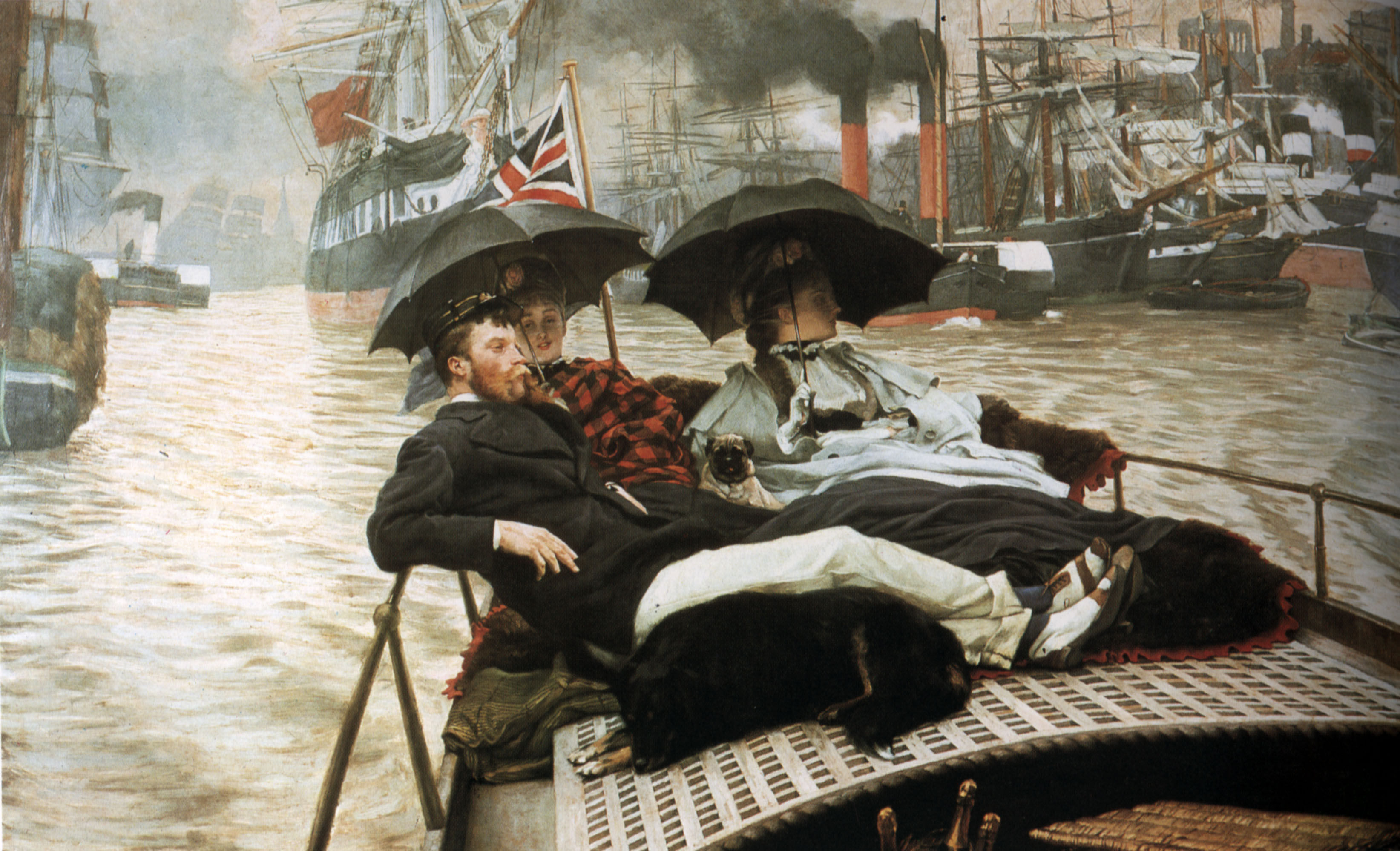
The Thames, 1867
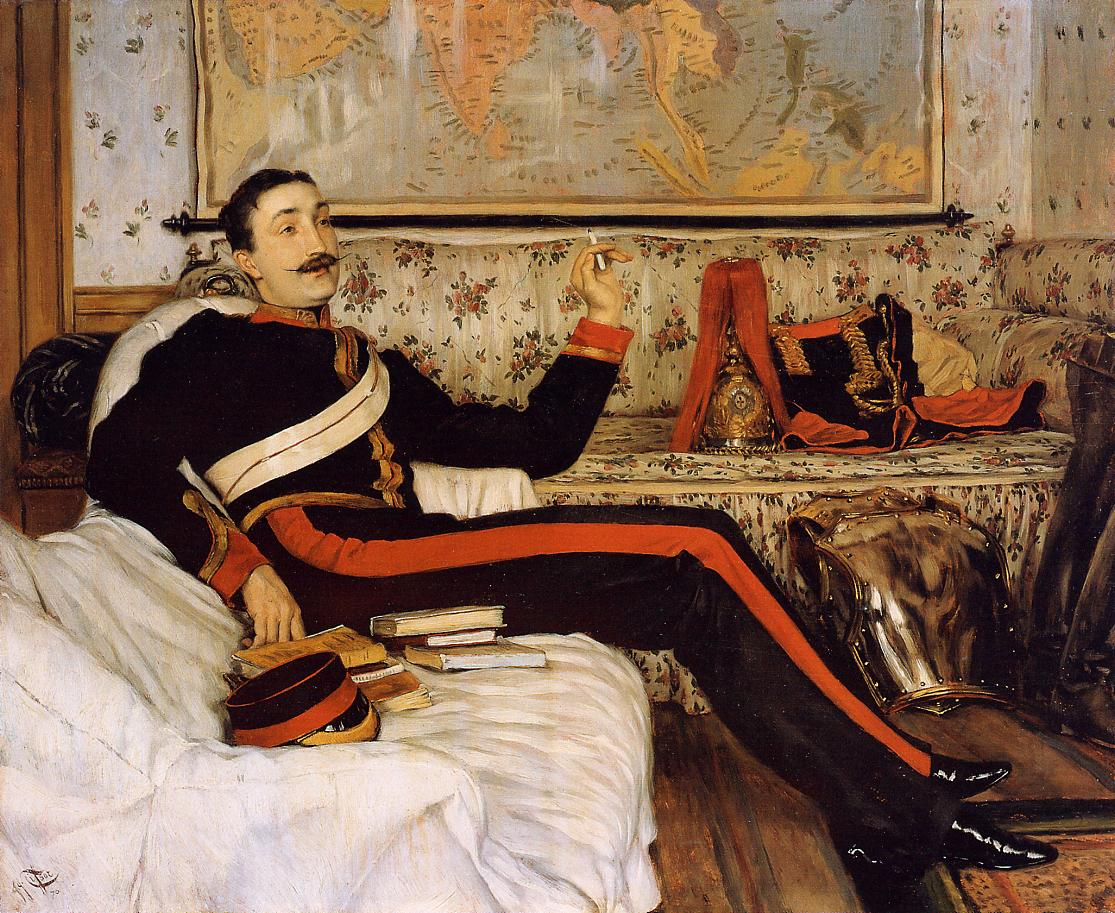
Captain Frederick Gustavus Burnaby, 1870
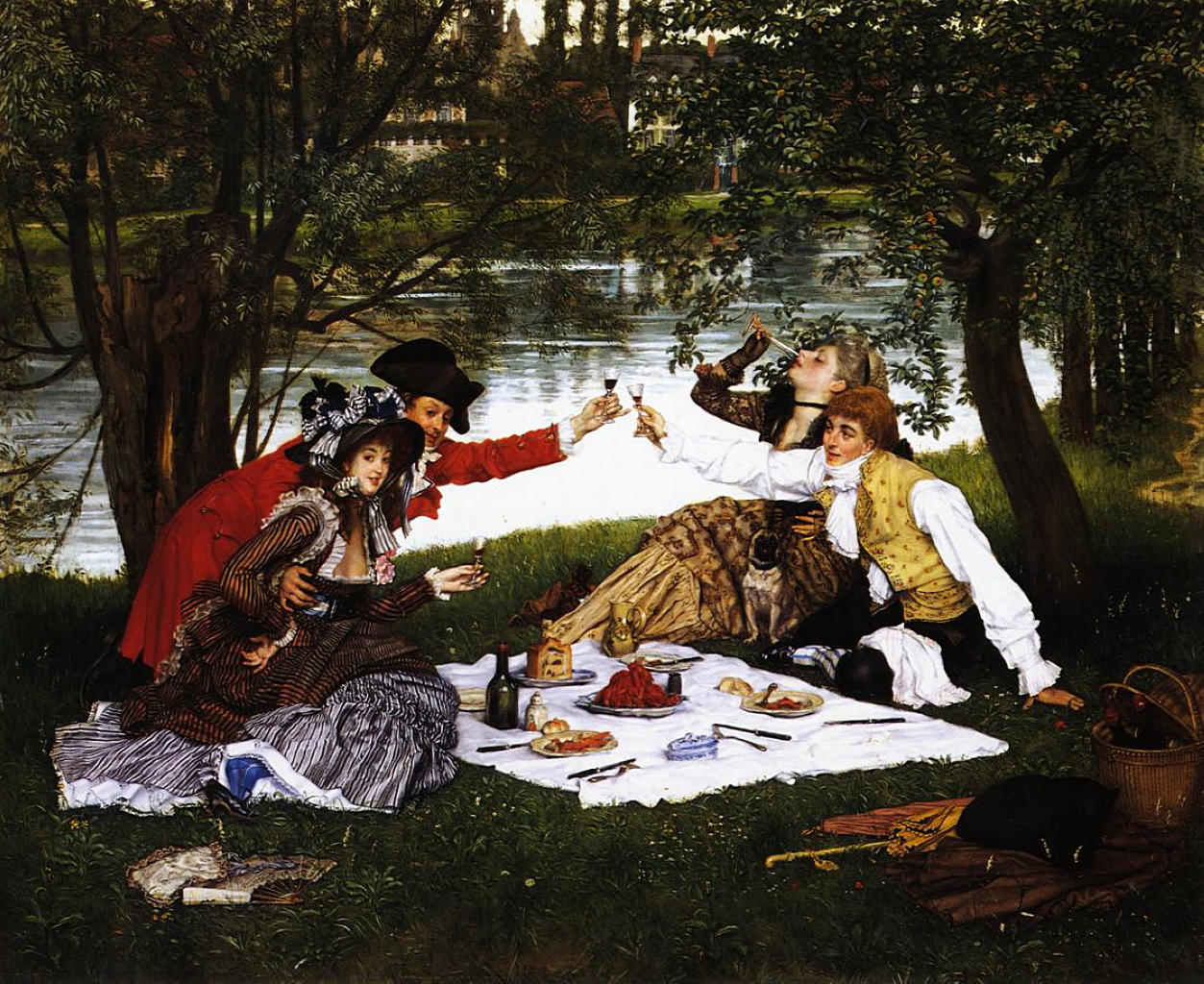
La partie carrée, 1870
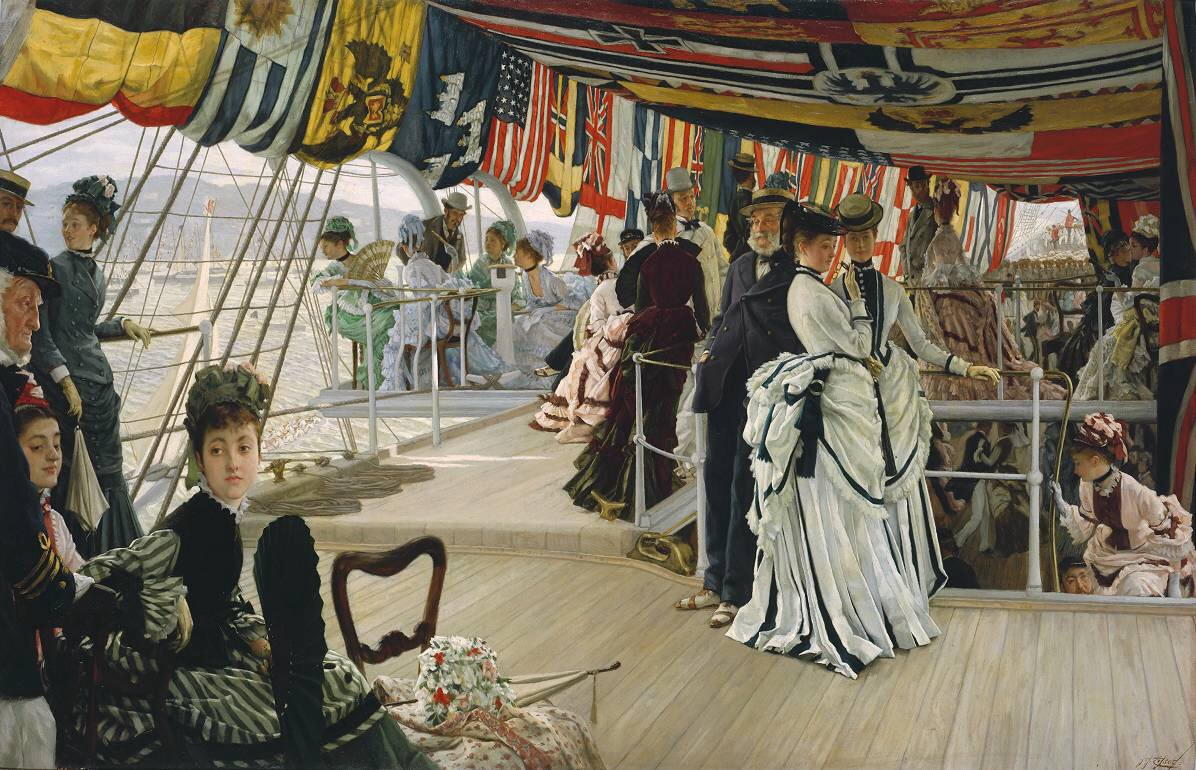
Ball on Shipboard, 1874

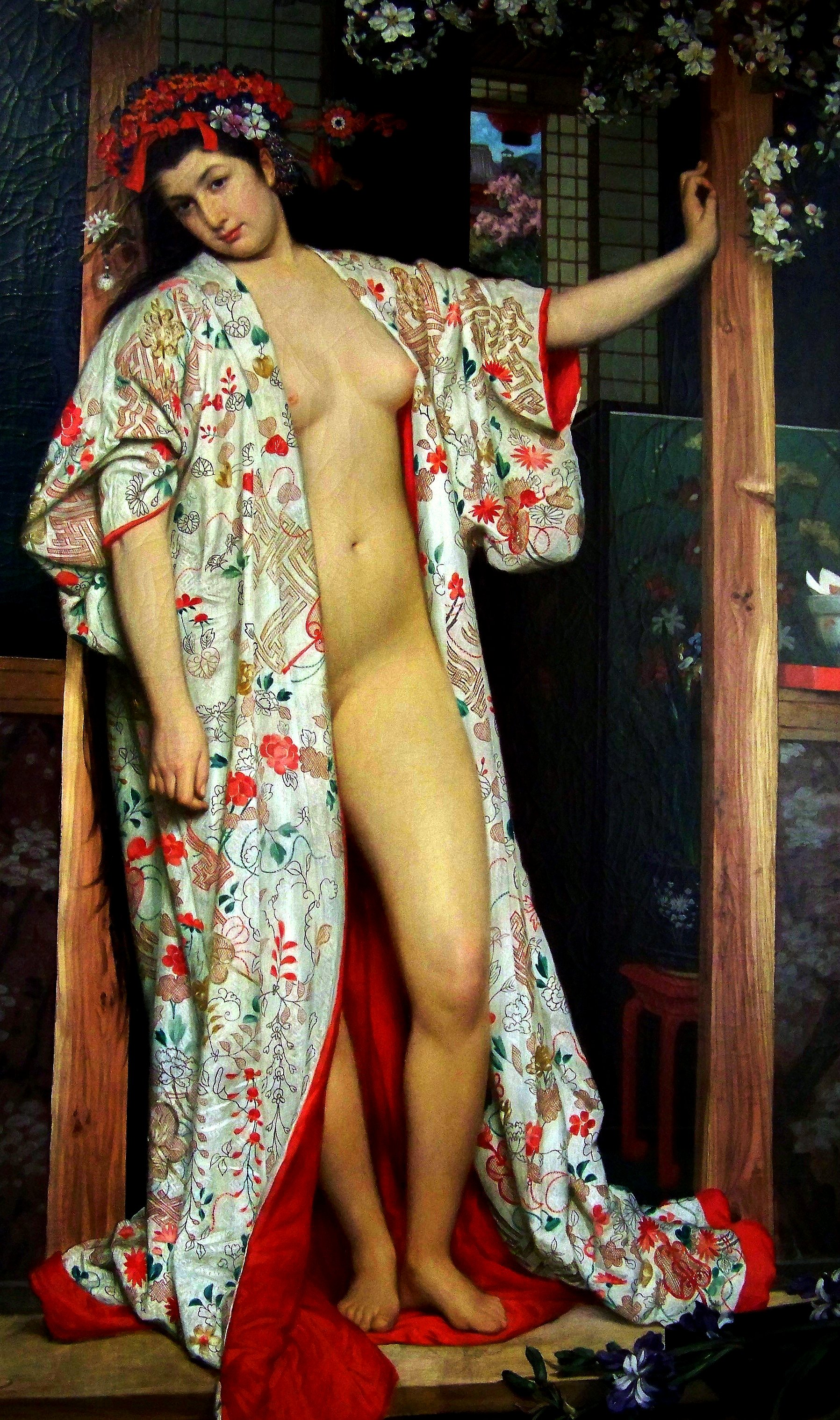
La Japonaise au bain, 1864
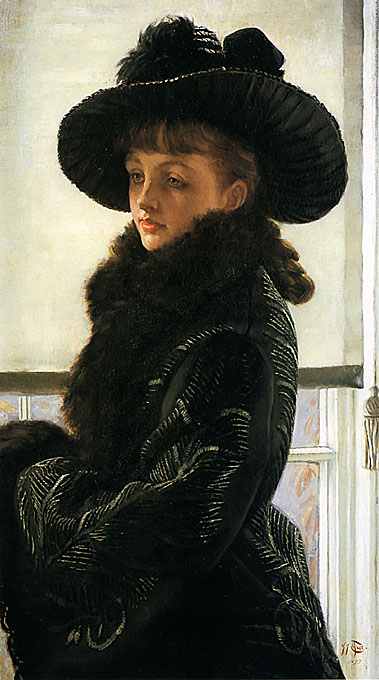
Mavourneen, Kathleen Newton, 1877
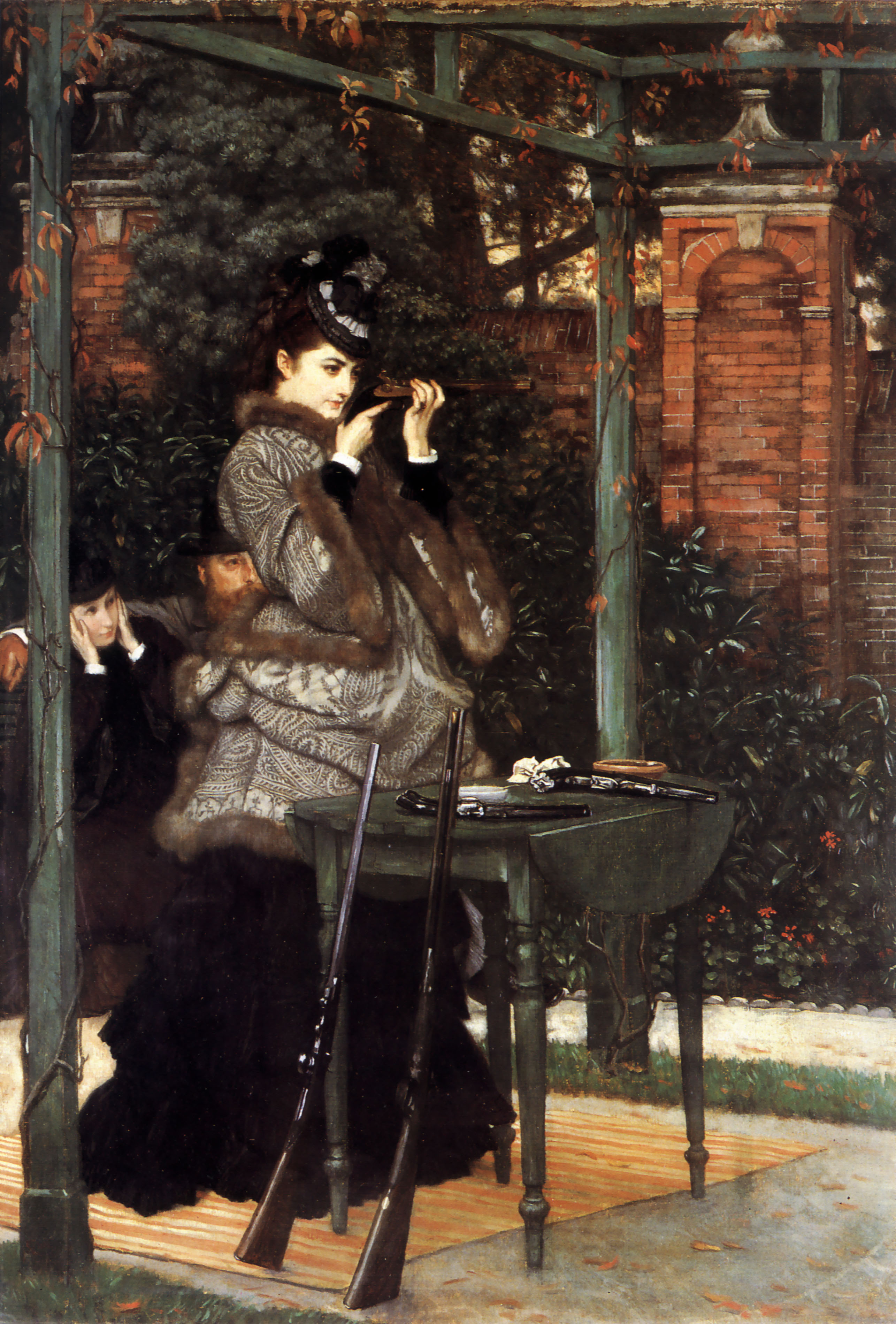
At the Rifle Range, 1869
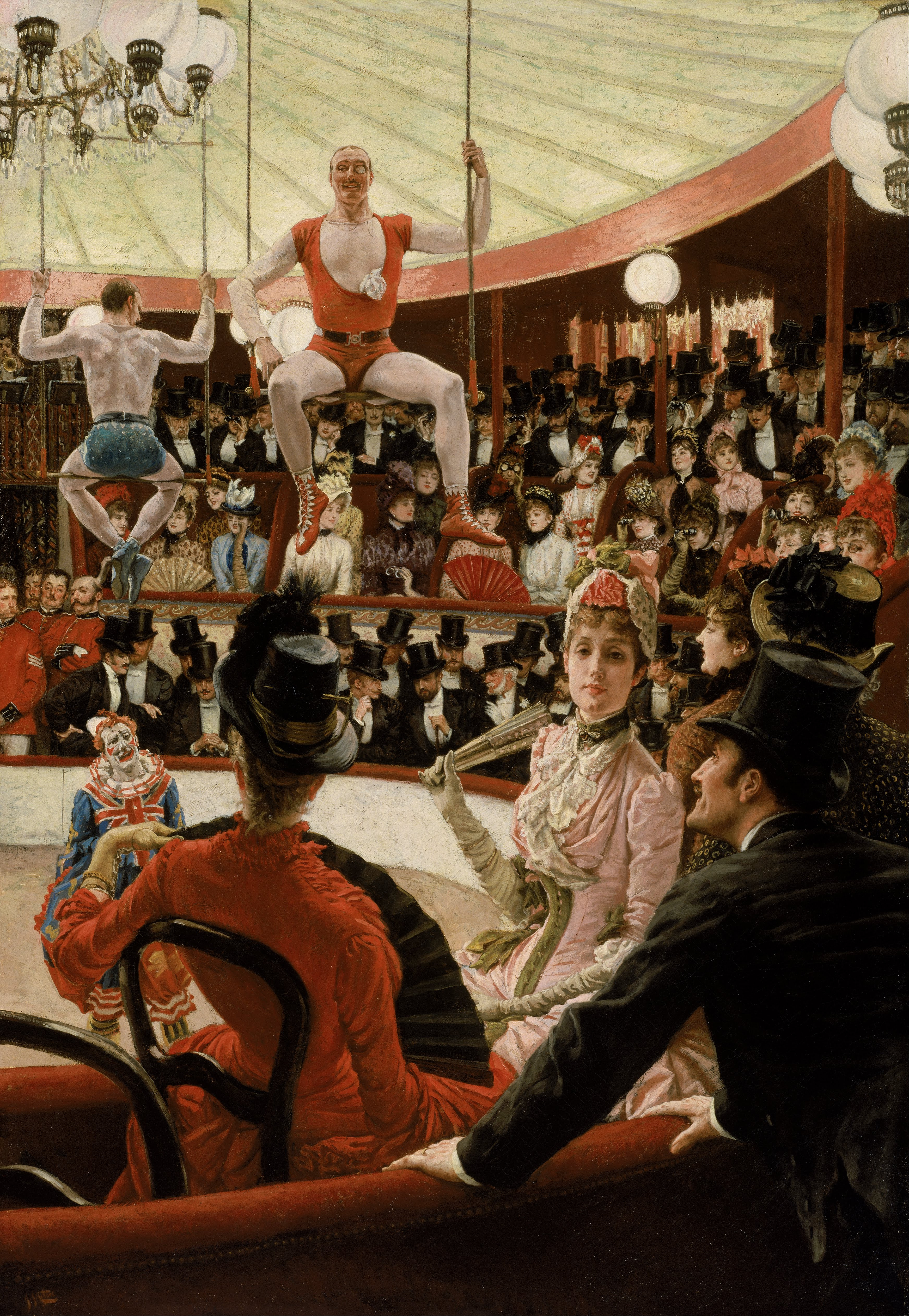
Women of Paris – The Circus Lover, 1885
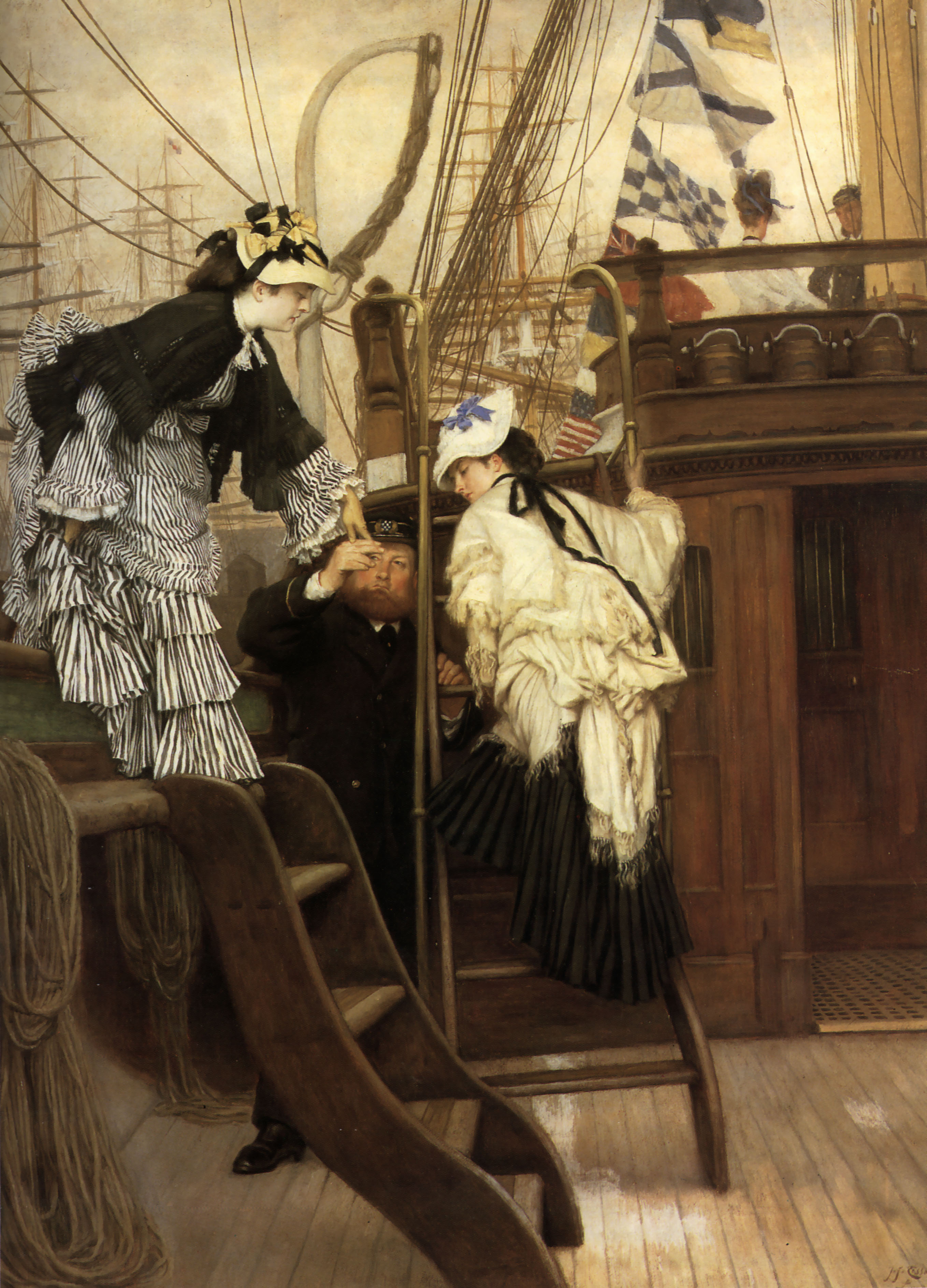
Boarding the Yacht, 1873
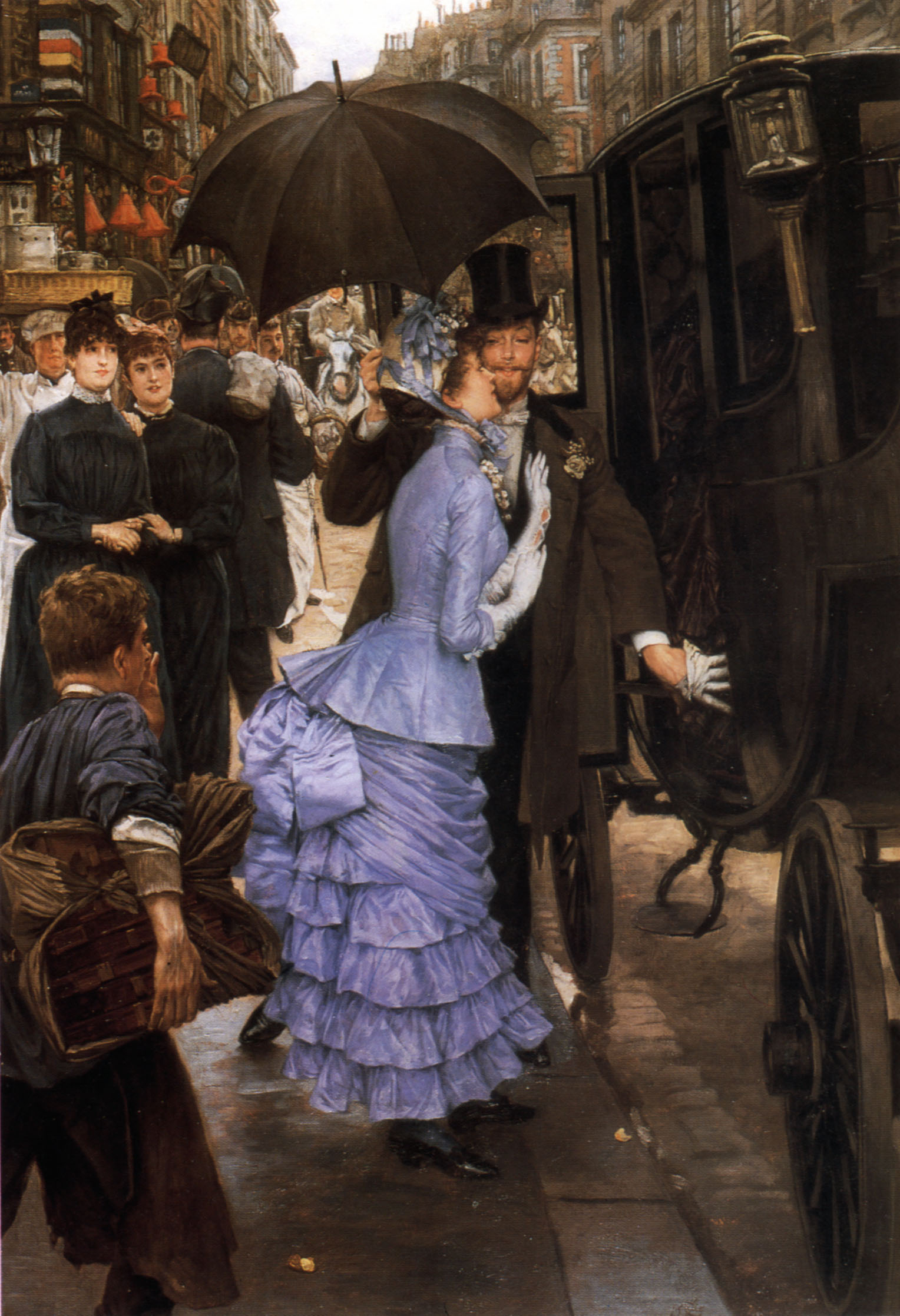
The Bridesmaid, 1883-1885
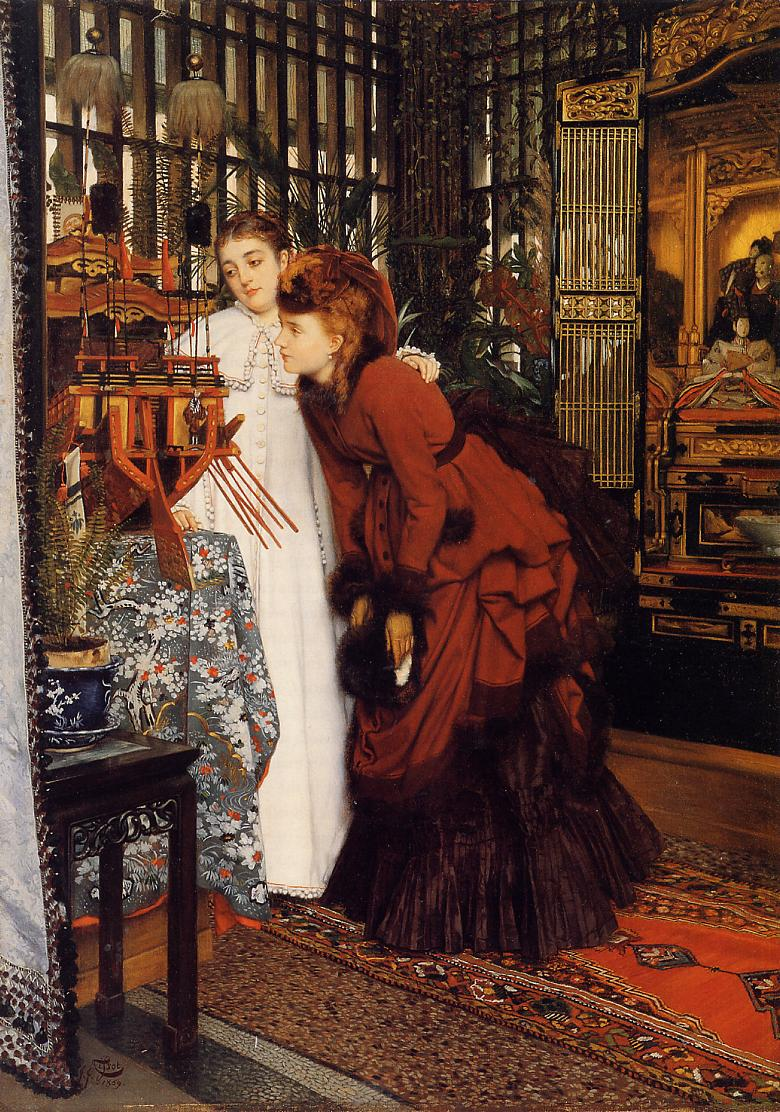
Young Ladies Looking at Japanese Objects, 1869
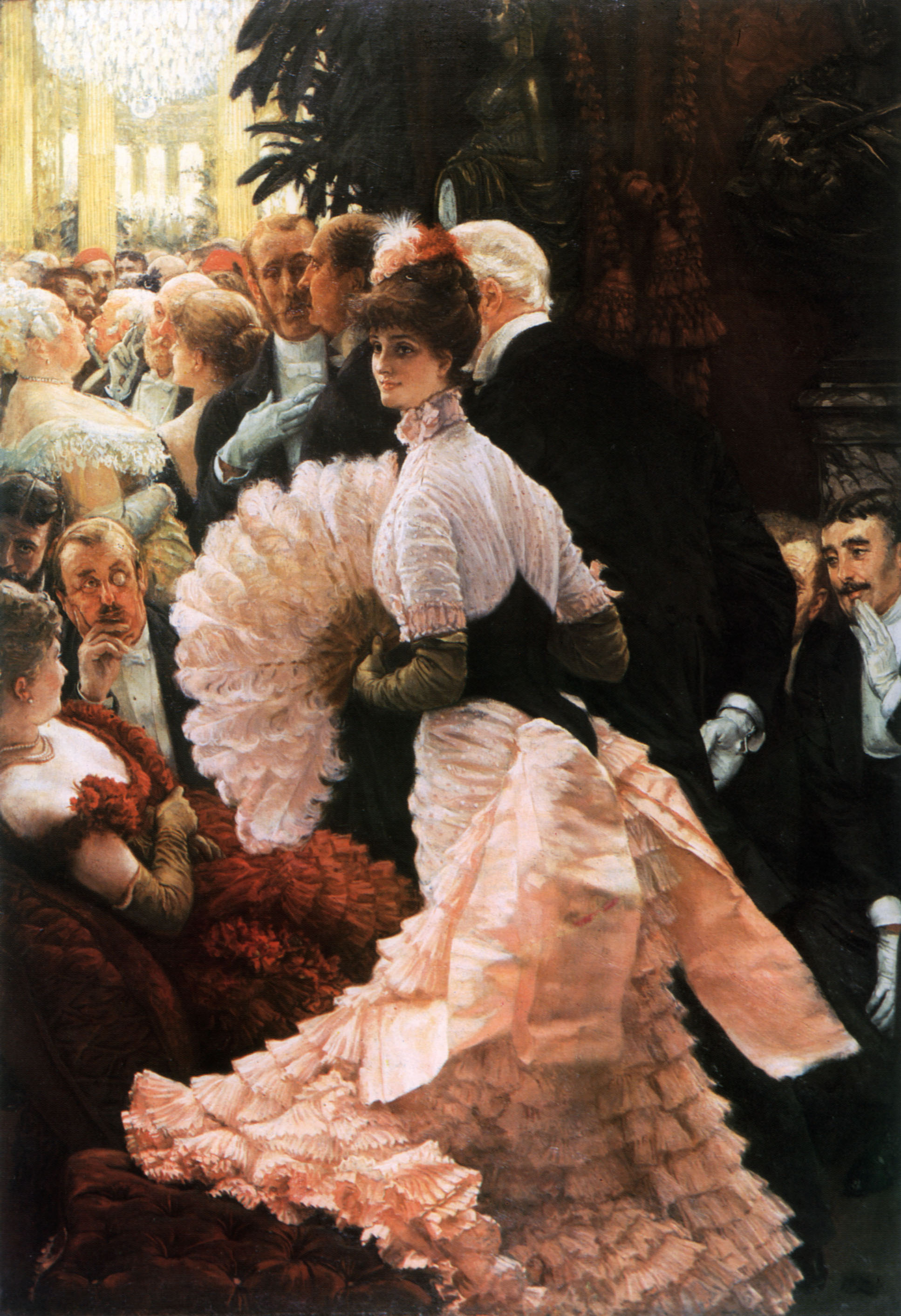
〈야망을 품은 여인〉, 1885
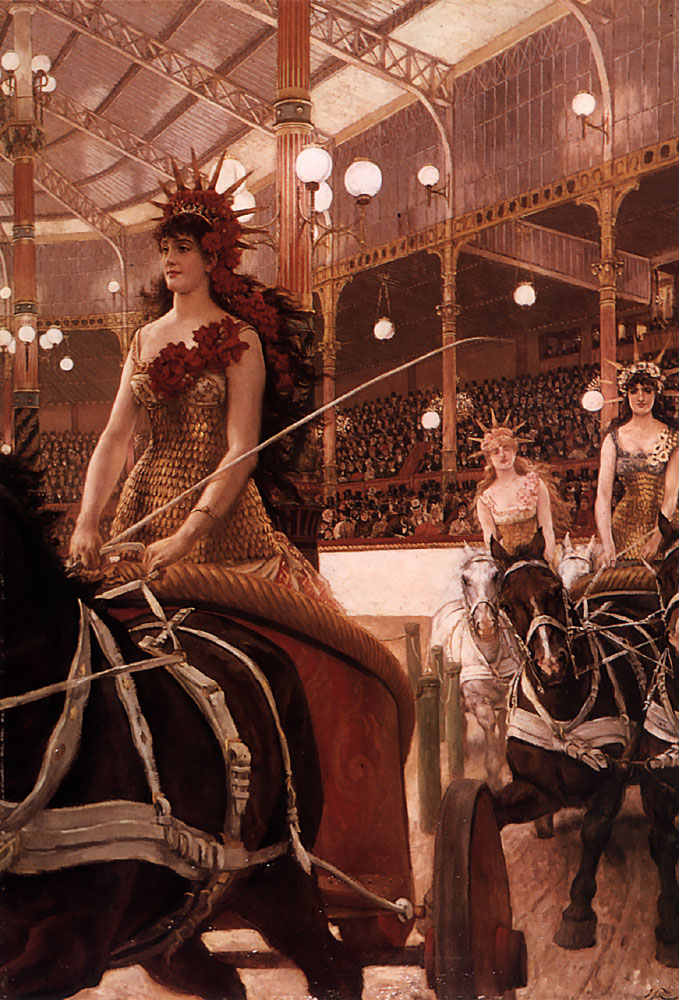
The Ladies of the Cars, 1883~1885년경

## 같이 보기
- 오리엔탈리즘